# Сухопутные войска Мексики
Мексиканская армия (исп. Ejército Mexicano) — объединенная сухопутная и воздушная ветвь, является самой крупной частью мексиканских вооруженных сил; она также известна как Армия Национальной Обороны.
Это была первая армия, принявшая (1908) и использовавшая (1910) самозарядную винтовку, винтовку Мондрагона. На действительной службе находится 274 500 человек с 110 500 мужчинами и женщинами, достигших возраста несения военной службы (2015 год).
У Мексики нет крупных государств-соперников. Мексика официально отвергает применение силы для разрешения споров и отвергает вмешательство одного государства в дела другого. Хотя в последние десятилетия Мексика не пострадала от крупных террористических актов, правительство считает страну потенциальной мишенью для международного терроризма.

## История

Флаг Сухопутных войск Мексики

## Знаки различия

### Генералы и офицеры
| Категории                                        | Генералы                          | Генералы            | Генералы           | Генералы          | Старшие офицеры | Старшие офицеры  | Старшие офицеры | Младшие офицеры     | Младшие офицеры     | Младшие офицеры | Младшие офицеры   |
| ------------------------------------------------ | --------------------------------- | ------------------- | ------------------ | ----------------- | --------------- | ---------------- | --------------- | ------------------- | ------------------- | --------------- | ----------------- |
|                                                  |                                   |                     |                    |                   |                 |                  |                 |                     |                     |                 |                   |
| Звание на испанском                              | Secretario de la defensa nacional | General de división | General de brigada | General brigadier | Coronel         | Teniente coronel | Mayor           | Capitán primero     | Capitán segundo     | Teniente        | Subteniente       |
| Перевод на русский                               | Секретарь национальной обороны    | Генерал дивизии     | Генерал бригады    | Генерал-бригадир  | Полковник       | Подполковник     | Майор           | Капитан 1-го класса | Капитан 2-го класса | Лейтенант       | Второй лейтенант  |
| Примерное соответствие в ВС Российской Федерации | Генерал армии                     | Генерал-лейтенант   | Генерал-майор      | нет               | Полковник       | Подполковник     | Майор           | Капитан             | нет                 | Лейтенант       | Младший лейтенант |

### Сержанты и солдаты
| Категории                                        | Старшие офицеры  | Старшие офицеры  | Младшие офицеры | Солдаты                | Солдаты |
| ------------------------------------------------ | ---------------- | ---------------- | --------------- | ---------------------- | ------- |
|                                                  |                  |                  |                 |                        |         |
| Звание на испанском                              | Sargento primero | Sargento segundo | Cabo            | Soldado de primera     | Soldado |
| Перевод на русский                               | Первый сержант   | Второй сержант   | Капрал          | Рядовой первого класса | Рядовой |
| Примерное соответствие в ВС Российской Федерации | Старший сержант  | Сержант          | нет             | Ефрейтор               | Рядовой |

## Военная индустрия

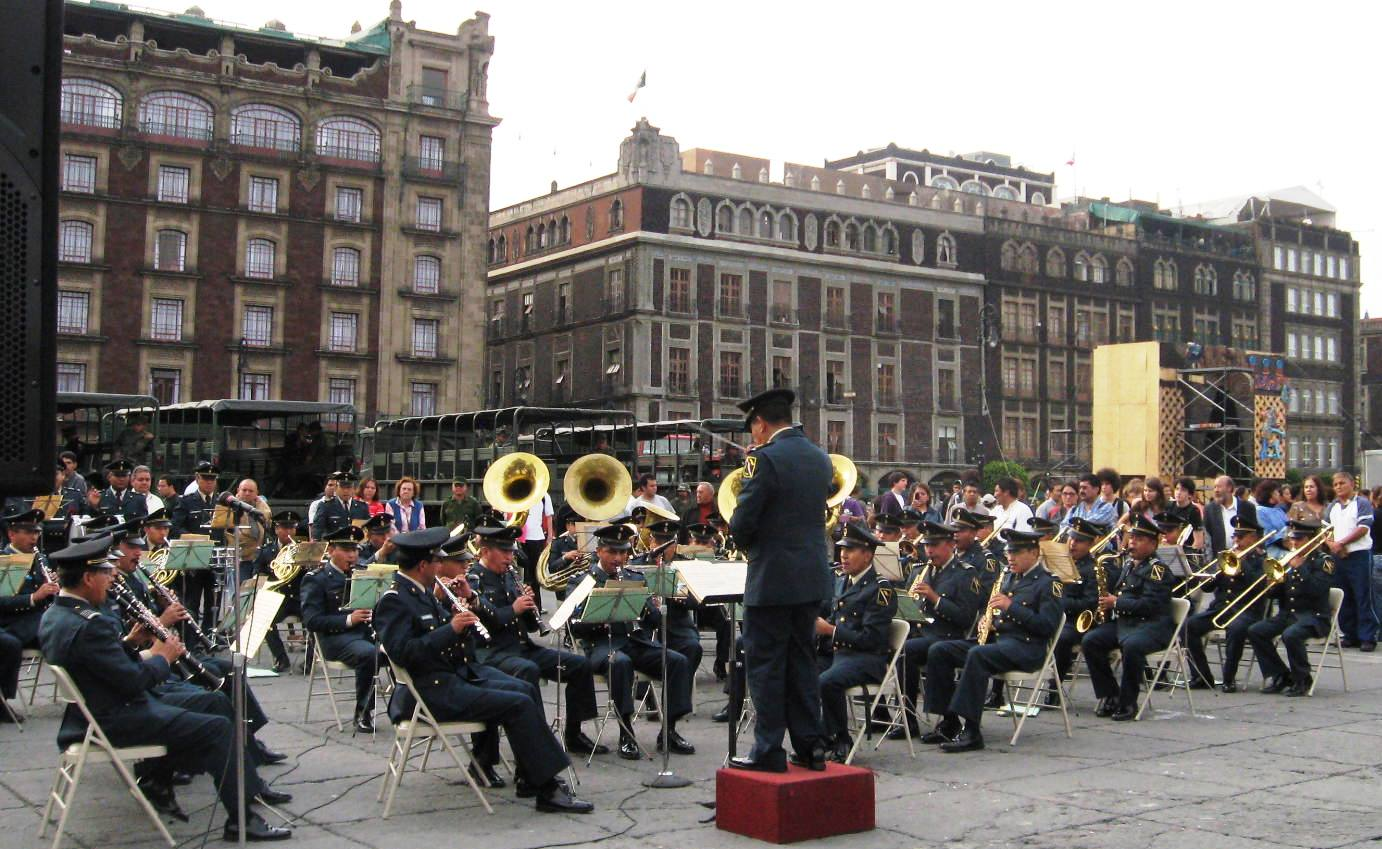
Оркестр мексиканской армии

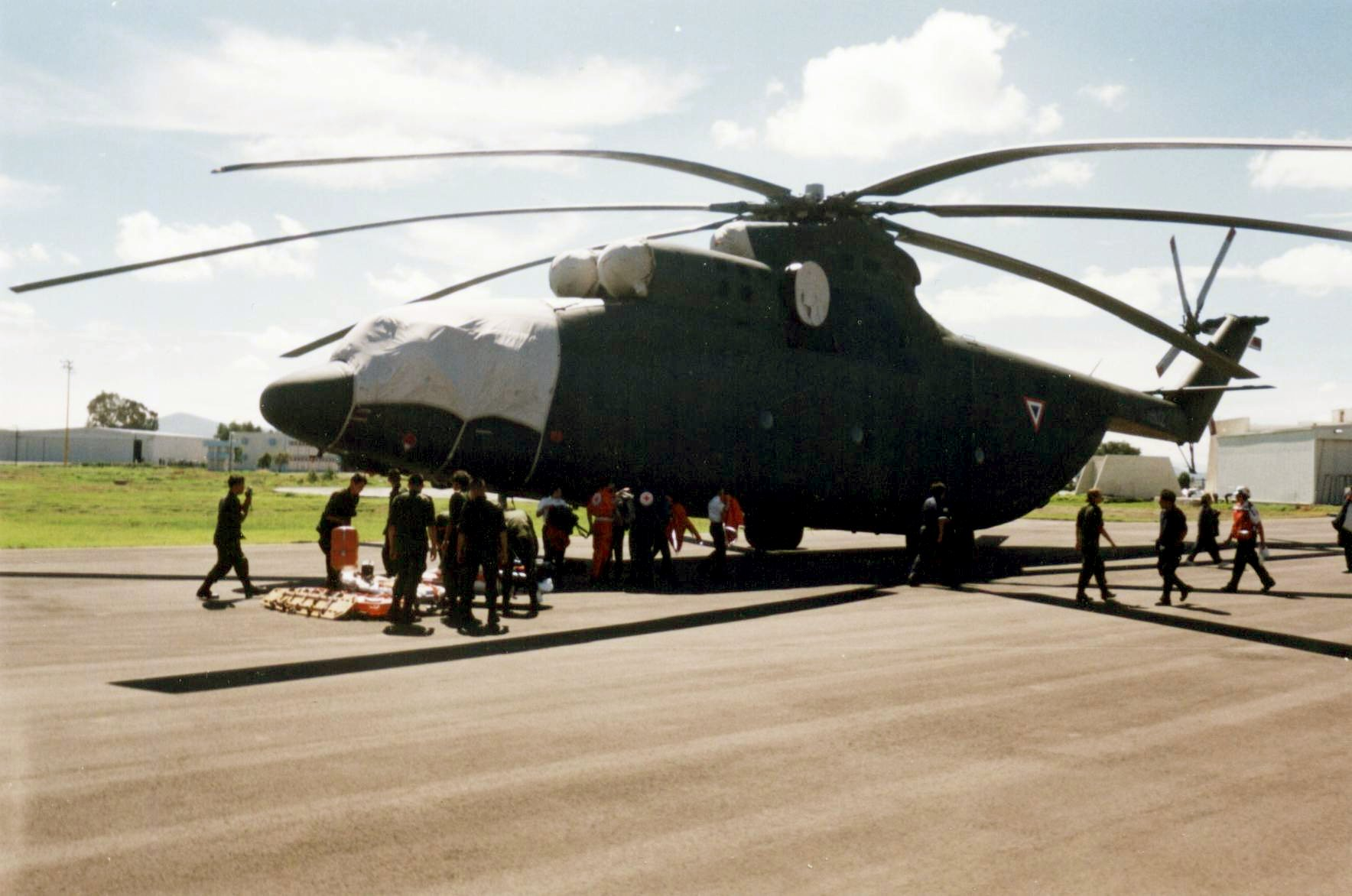
Тяжёлый транспортный вертолёт Ми-26 мексиканской армии.

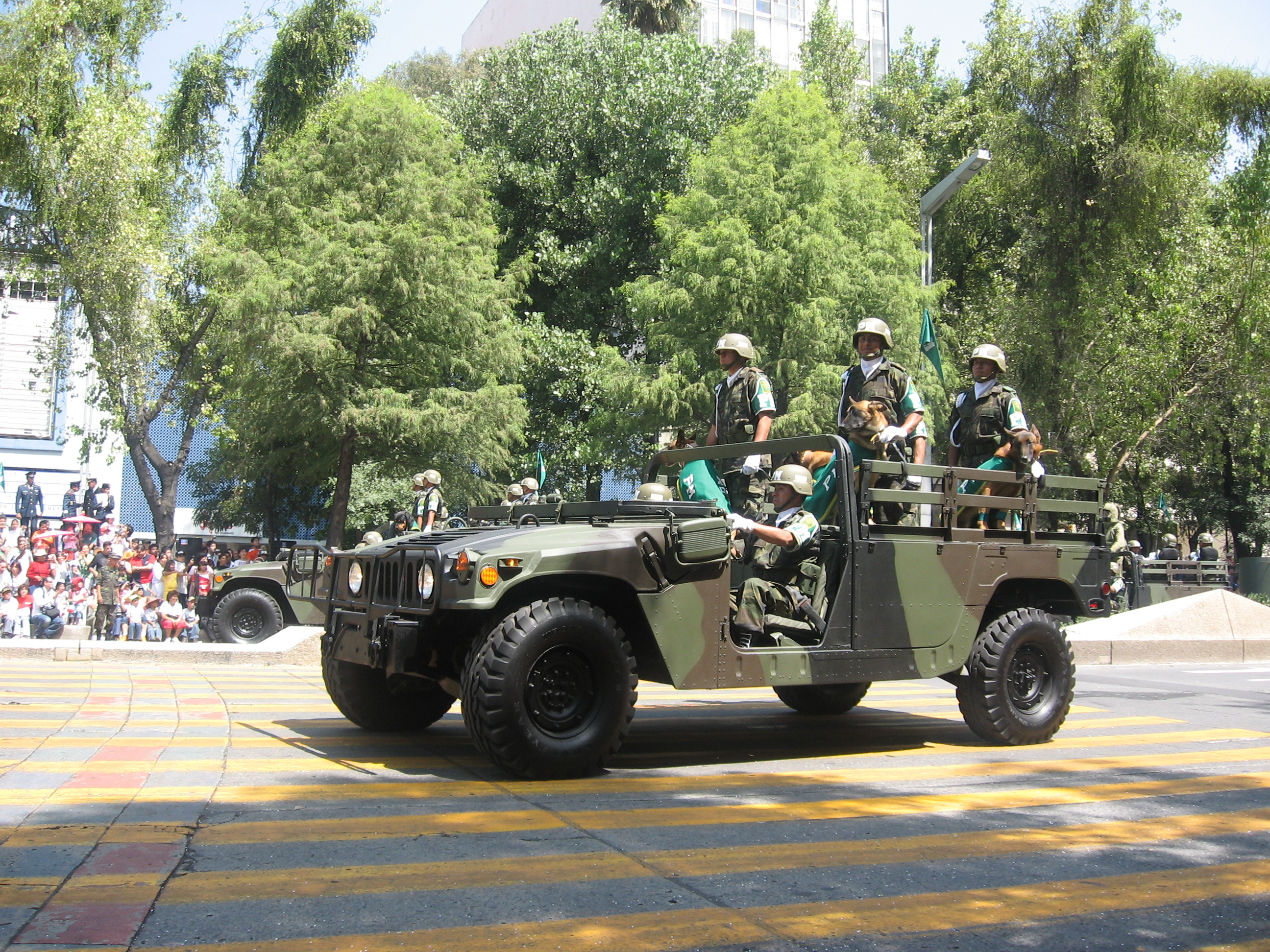
Humvee мексиканской армии на параде 16 сентября 2007.

С начала XXI века армия неуклонно модернизировалась, чтобы стать конкурентоспособной с армиями других американских стран, а также предприняла определенные шаги для сокращения расходов и зависимости от зарубежного оборудования, чтобы стать более независимой. Например, было налажено производство автомата FX-05, разработанного в Мексике. Помимо того проводятся исследования и разработки отечественных военных систем, таких как военная электроника и бронежилеты.
Мексиканские военные рассчитывают на три из следующих департаментов для выполнения общих задач армии и ВВС:
- Dirección General de Industria Militar (D.G.I.M.) — отвечает за проектирование, изготовление и техническое обслуживание техники и оружия, таких как сборка штурмовой винтовки FX-05 и бронеавтомобилей серии DN. 19 июля 2009 года Министерство национальной обороны Мексики потратило 488 миллионов песо на передачу технологии для производства немецкой винтовки G36V. Однако неизвестно, будет ли винтовка производиться как более дешевая альтернатива FX-05, предназначенная для армии, или она будет изготавливаться для военной полиции и других правоохранительных органов, таких как Федеральная полиция. FX-05 планируется сделать новой стандартной винтовкой для вооруженных сил, которая заменит Heckler & Koch G3, поэтому пока не ясно, для чего будут использоваться винтовки G36.[6] По состоянию на 2011 год, D.G.I.M. отвечал за сборку Oshkosh SandCat, модифицированной версии Sandcat мексиканской армии названая DN-XI и которая была представлена на военном параде ко Дню независимости 2012 года.[7][8]
- Dirección General de Fábricas de Vestuario y Equipo (DGFA.VE) (Генеральный директорат по производству одежды и оборудования) — с момента своего создания отдел прошёл путь от простой швейной фабрики до промышленного комплекса, отвечающего за поставку и разработку армейского/лётного обмундирования, обуви/сапог, шлемов и баллистических жилетов. До середины 2000-х годов стандартный единообразный цвет мексиканской армии был оливковым. Затем армия переключилась на камуфляж типа Woodland и Desert Camouflage Uniform. В июле 2008 года D.G.FA.V.E. объявил о планах создания первой в стране цифровой униформы, которая будет состоять из камуфляжа из лесного/для джунглей и пустынного; эти униформа вошла в эксплуатацию в 2009 году.[9]
- Granjas Militares (Военные фермы) — отвечают за сельское хозяйство; выращивание культур необходимых для поддержания здоровья и экономики армии/ВВС. В мексиканской армии есть четыре фермы Министерства национальной обороны Мексики (SEDENA):[10]
- Ферма SEDENA № 1 (Сан-Хуан-дель-Рио, Керетаро).
- Ферма SEDENA № 2 (Истепек, Оахака).
- Ферма SEDENA № 3 (Сарабия, Гуанахуато).
- Ферма SEDENA № 4 (Ла Фуэнте, Агуаскальентес).

## Современное оснащение

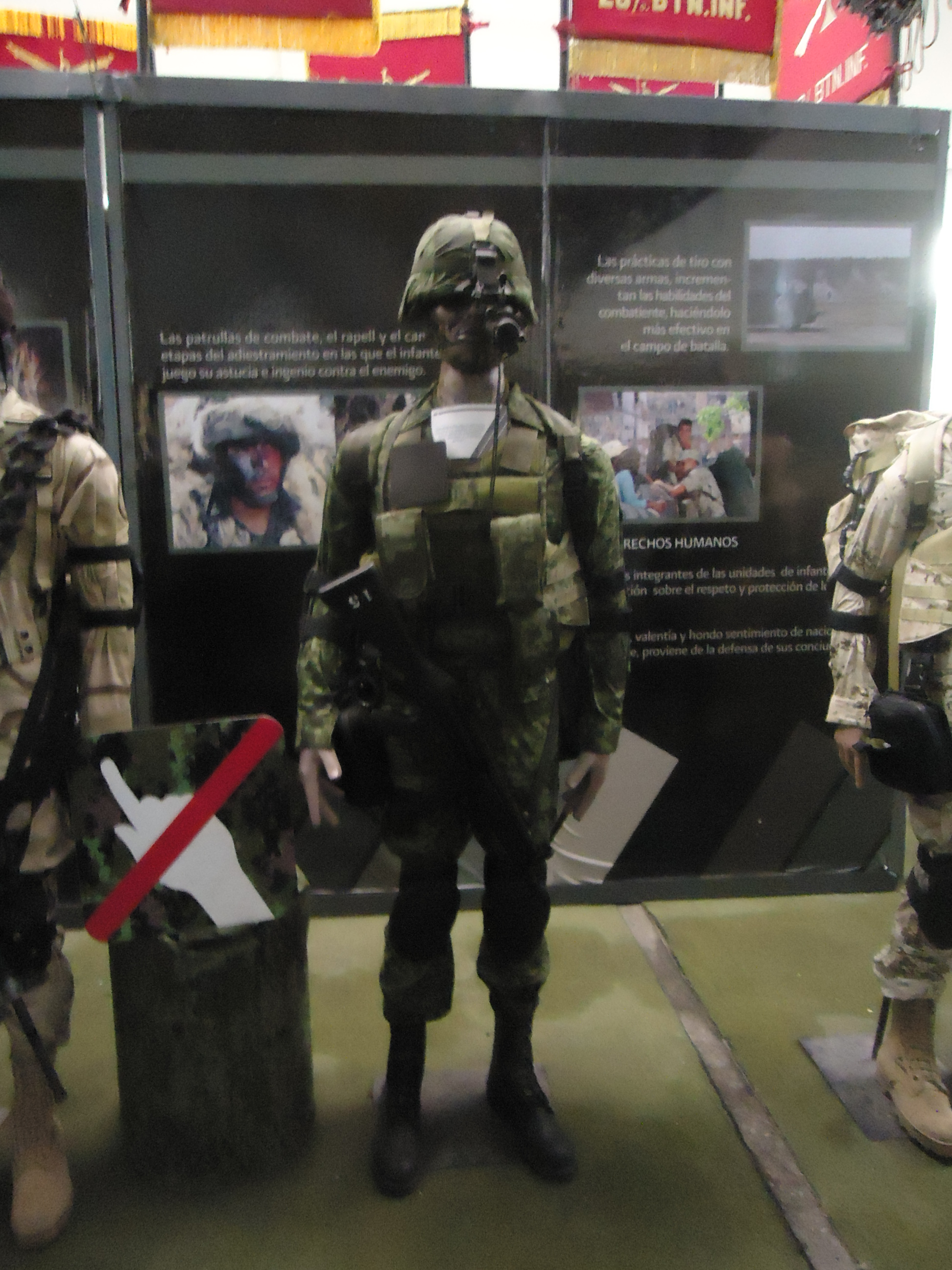
Новая униформа мексиканской армии

### Техника

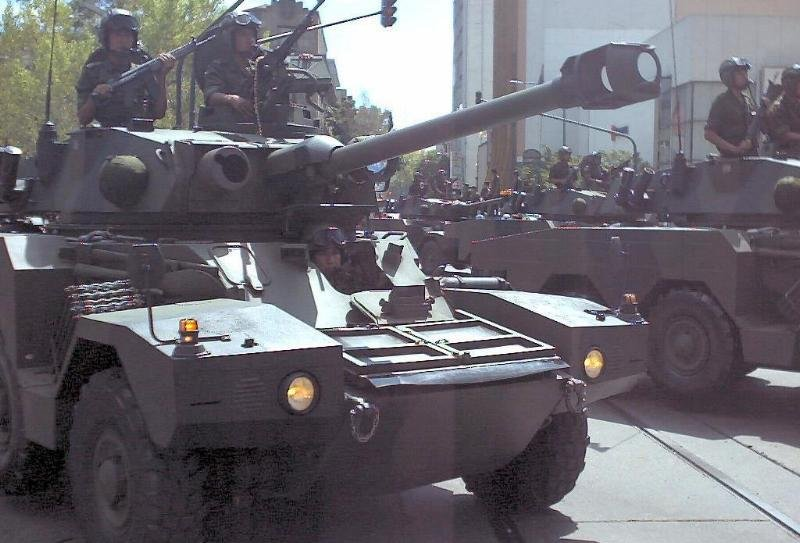
ERC 90 F1 мексиканской армии на параде в День Независимости

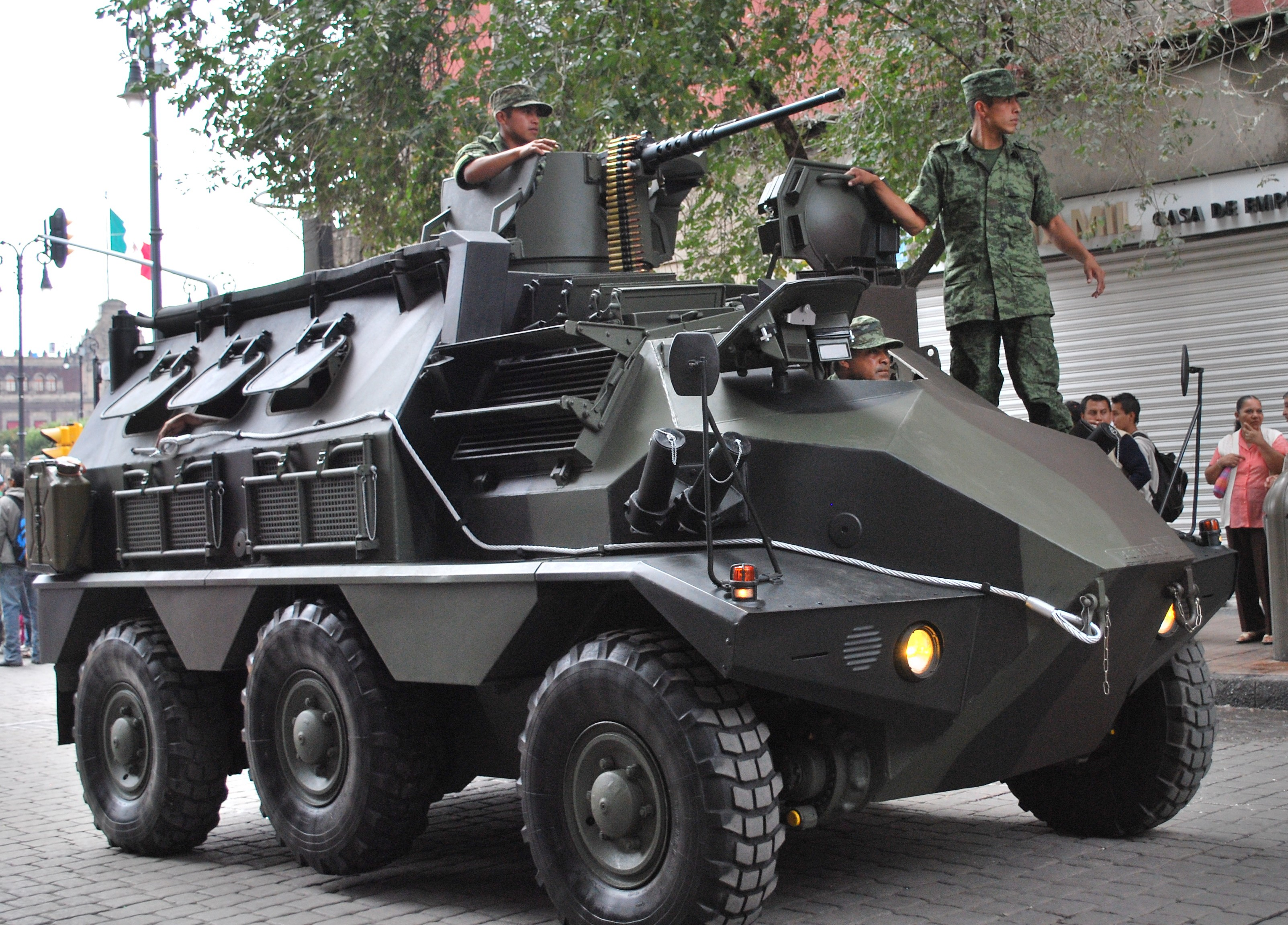
БТР VCR-TT 6X6 на улице Мадеро в центре Мехико после празднования Дня Независимости

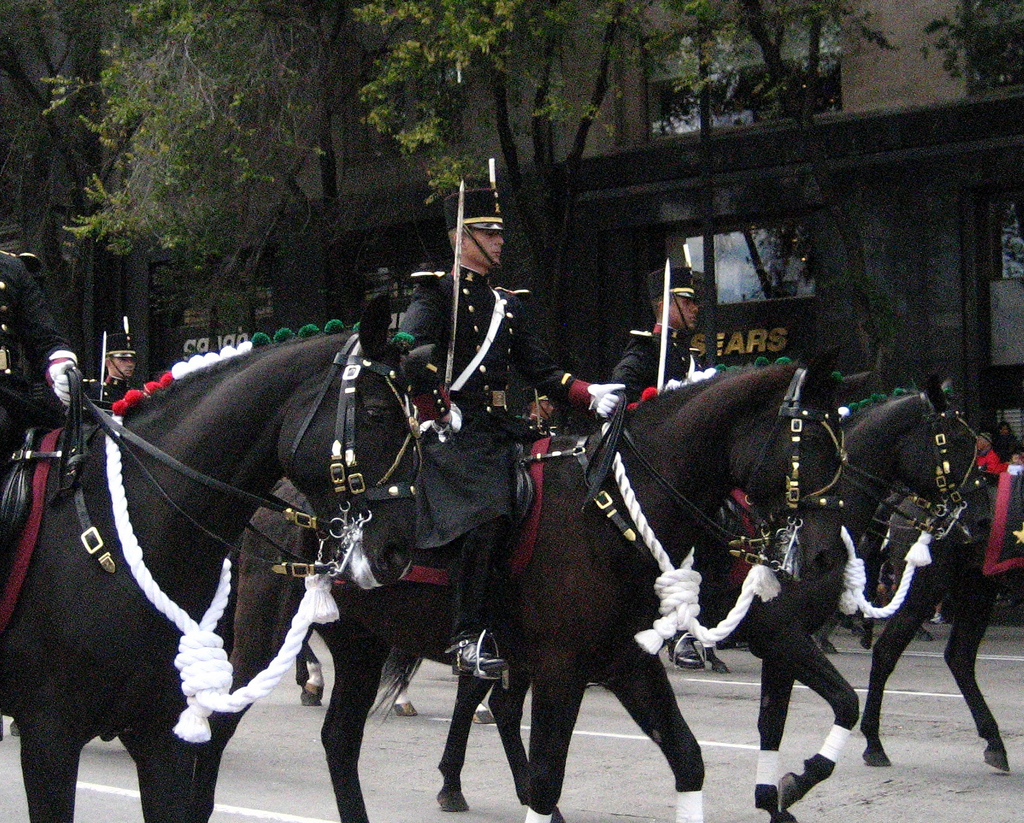
Мексиканский кавалерист

| Техника/Система             | Тип                            | Версии | Страна                                             |                             |                             |
| Боевые бронированные машины | Боевые бронированные машины    | Боевые бронированные машины                                                                                  | Боевые бронированные машины                        | Боевые бронированные машины | Боевые бронированные машины |
| Бронемашины                 | Бронемашины                    | Бронемашины                                                                                                  | Бронемашины                                        | Бронемашины                 | Бронемашины                 |
| --------------------------- | ------------------------------ | --- | -------------------------------------------------- | --------------------------- | --------------------------- |
| ERC Sagaie                  | Боевая разведывательная машина | ERC 90 F1 Lynx                                                                                               | Франция                                            |                             |                             |
| Panhard VCR                 | Бронетранспортёр               | VCR-TT | Франция                                            |                             |                             |
| Véhicule Blindé Léger       | Бронированный вездеход         | VBL MILAN | Франция                                            |                             |                             |
| Oshkosh Sand Cat            | Бронетранспортер               | Sand Cat – поставлено 245 машин Sandcat с бронезащитой Тип IV                                                | Израиль/ США                                       |                             |                             |
| DN-XI                       | Бронеавтомобиль                | DN-XI это модернизированный мексиканцами Oshkosh Sandcat. Заказано 100 единиц. 1,000 to be acquired by 2018. | Мексика                                            |                             |                             |
| M8 Greyhound                | Бронеавтомобиль                | Модернизировано небольшое число                                                                              | США                                                |                             |                             |
| Гусеничные бронемашины      |                                | |                                                    |                             |                             |
| Sedena-Henschel HWK-11      | Боевая машина пехоты           | HWK-11 | Мексика/ Германия                                  |                             |                             |
| AMX-VCI                     | Бронетранспортер               | DNC-1: модернизирована Министерством Национальной обороны                                                    | Франция                                            |                             |                             |
| Внедорожники                |                                | |                                                    |                             |                             |
| Humvee                      | Внедорожник                    | HMMWV | США 3,335 заказано в 2014 + 2,200 заказано в 2016. |                             |                             |
| Chevrolet Silverado         | Внедорожник                    | GMT900 | США                                                |                             |                             |
| Ford F-Series               | Внедорожник                    | F-150 | США                                                |                             |                             |
| Dodge Ram                   | Внедорожник                    | Варианты с формулами 4x4 и 6x6                                                                               | США                                                |                             |                             |
| Yamaha Rhino                | Внедорожник                    | Rhino | Япония                                             |                             |                             |
| Chevrolet Cheyenne          | Внедорожник                    | Cheyenne | США                                                |                             |                             |
| Грузовые автомобили         |                                | |                                                    |                             |                             |
| M520 Goer                   | Грузовик                       | M520 | США                                                |                             |                             |
| Freightliner Trucks         | Грузовик                       | M2 | США                                                |                             |                             |
| M35 2-1/2 ton cargo truck   | Грузовик                       | M35 | США                                                |                             |                             |
| DINA S.A.                   | Грузовик                       | S-Series / D-Series                                                                                          | Мексика                                            |                             |                             |
| Mercedes Benz               | Грузовик                       | L-Series | Германия                                           |                             |                             |
| Chevrolet                   | Грузовик                       | Kodiak | США                                                |                             |                             |
| Freightliner Trucks         | Спутниковая связь              | Разведка | США                                                |                             |                             |

### Стрелковое оружие

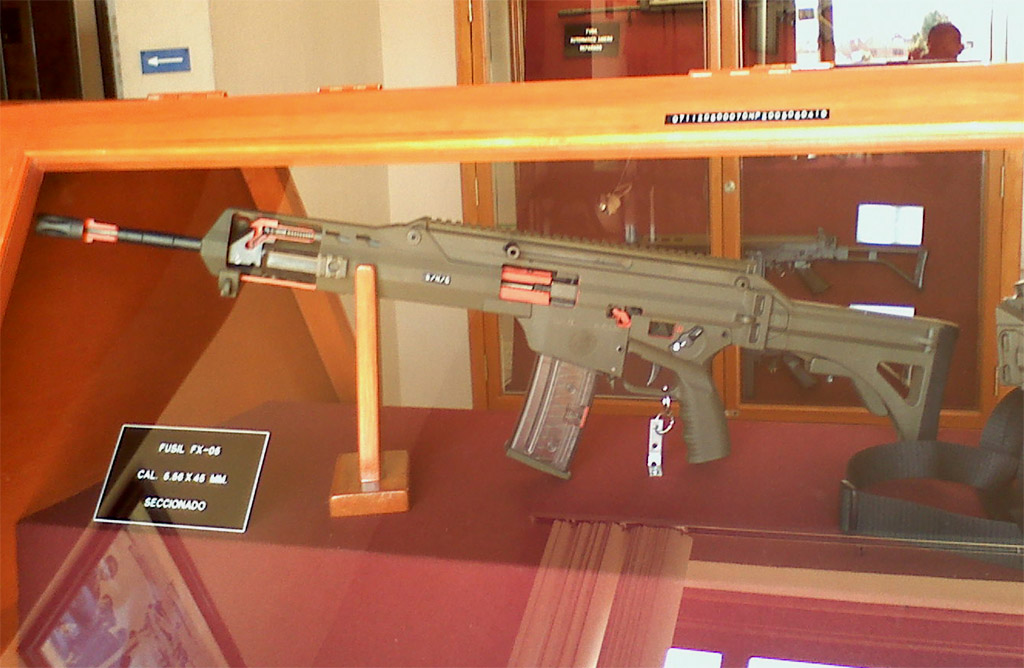
Автомат FX-05 Xiuhcoatl

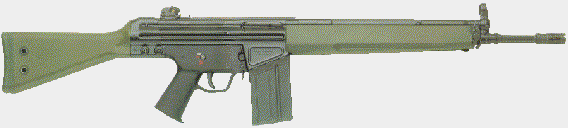
Боевая винтовка G3A3

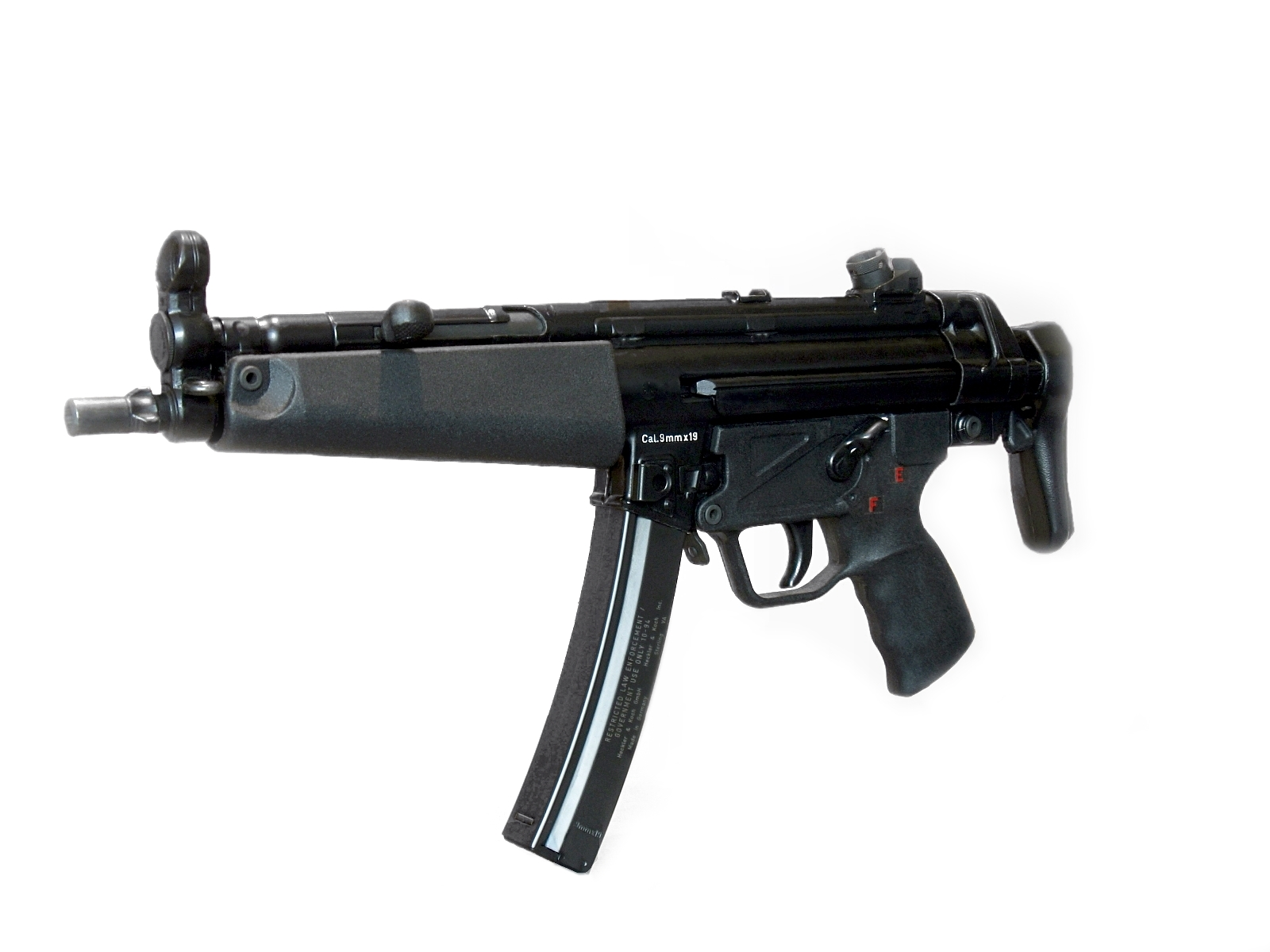
MP5

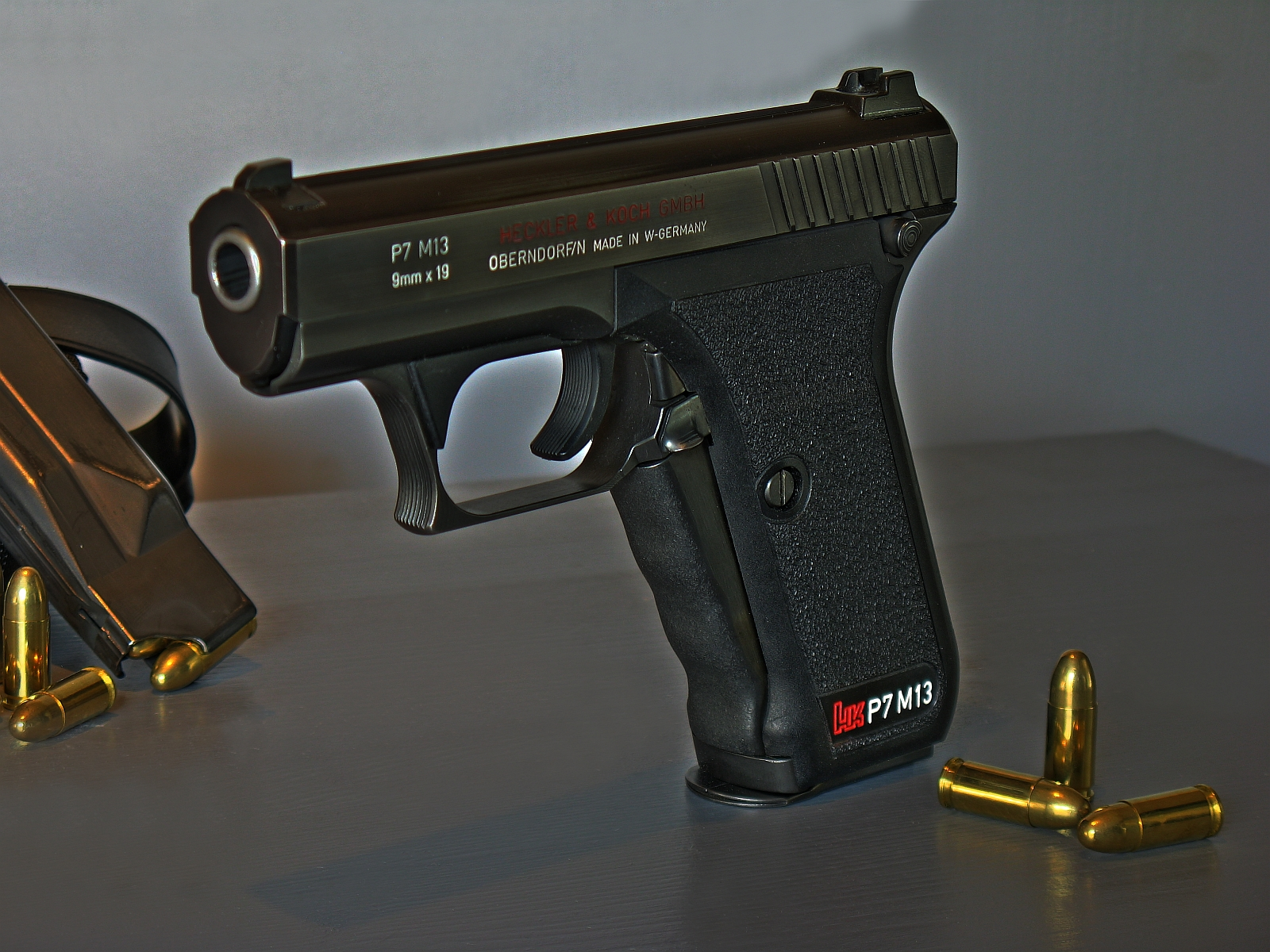
P7M13

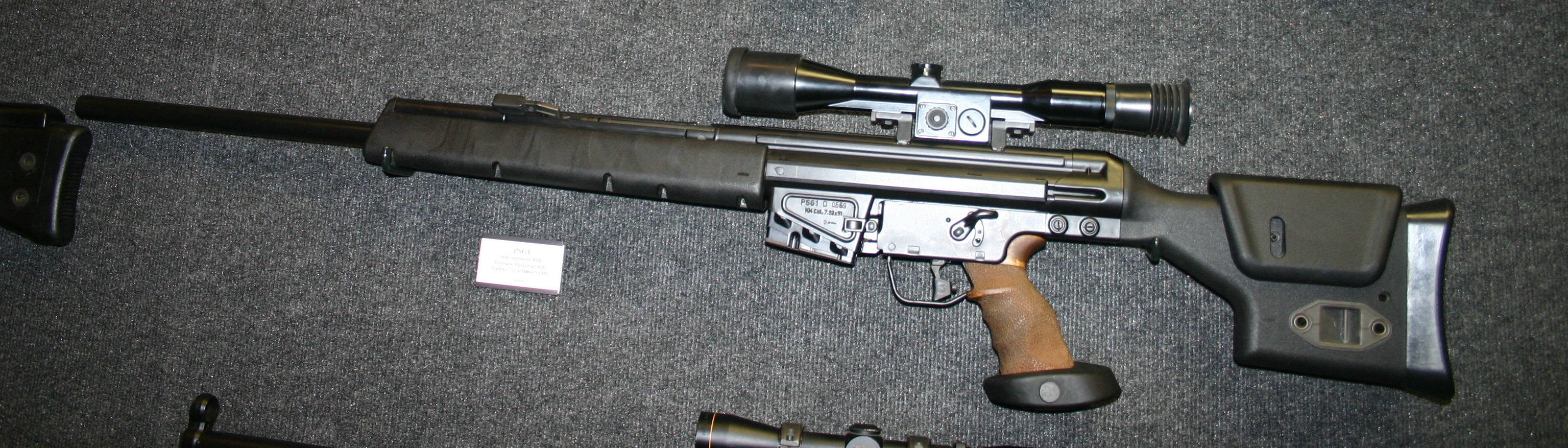
PSG1

| Название                     | Калибр               | Тип                                                            | Страна       |
| ---------------------------- | -------------------- | -------------------------------------------------------------- | ------------ |
| Heckler & Koch G3            | 7,62 × 51 мм НАТО    | Боевая винтовка. Производится по лицензии Heckler & Koch       | Германия     |
| FX-05 Xiuhcoatl              | 5,56 × 45 мм НАТО    | Автомат                                                        | Мексика      |
| Heckler & Koch HK33          | 5,56 × 45 мм НАТО    | Автомат. Производится по лицензии Heckler & Koch               | Германия     |
| M4 carbine                   | 5,56 × 45 мм НАТО    | Автомат                                                        | США          |
| Heckler & Koch MP5           | 9 × 19 мм Парабеллум | Пистолет-пулемёт. Производится по лицензии Heckler & Koch      | Германия     |
| FN P90                       | 5,7 × 28 мм          | Submachine gun                                                 | Бельгия      |
| Heckler & Koch P7            | 9 × 19 мм Парабеллум | Пистолет. Производится по лицензии Heckler & Koch              | Германия     |
| SIG Sauer P226               | 9 × 19 мм Парабеллум | Пистолет                                                       | Швейцария    |
| Beretta 92FS                 | 9 × 19 мм Парабеллум | Пистолет                                                       | Италия       |
| FN Five-seveN                | 5.7×28 мм            | Пистолет                                                       | Бельгия      |
| HK PSG1 Morelos Bicentenario | 7,62 × 51 мм НАТО    | Снайперская винтовка. Производится по лицензии Heckler & Koch  | Германия     |
| Barrett M82                  | .50 BMG              | Снайперская винтовка                                           | США          |
| FN Minimi                    | 5.56×45mm NATO       | Пулемёт                                                        | Бельгия      |
| Heckler & Koch HK21          | 7,62 × 51 мм НАТО    | Пулемёт. Производится по лицензии Heckler & Koch               | Германия     |
| MG3                          | 7,62 × 51 мм НАТО    | Пулемёт. Производится по лицензии Rheinmetall                  | Германия     |
| Браунинг M2                  | .50 BMG              | Пулемёт                                                        | США          |
| M134 Minigun                 | 7,62 × 51 мм НАТО    | Пулемёт с вращающимся блоком стволов                           | США          |
| Mk 19                        | 40×53 мм             | Автоматический гранатомёт                                      | США          |
| Milkor MGL                   | 40×46mm              | Гранатомёт                                                     | ЮАР          |
| M203                         | 40×46 мм             | Гранатомёт                                                     | США          |
| Heckler & Koch AG-C/GLM      | 40×46 мм             | Гранатомёт                                                     | Германия     |
| Mondragón F-08               | 7 × 57 мм            | Самозарядная винтовка. Используется как церемониальное оружие. | Мексика      |
| Winchester Model 54          | 7,62 × 51 мм НАТО    | Винтовка с продольно-скользящим затвором                       | США          |
| CornerShot                   |                      | Устройство для стрельбы за угол                                | Израиль/ США |
| Remington 870                | 12 калибр            | Помповое ружьё                                                 | США          |
| M1014                        | 12 калибр            | Самозарядный дробовик                                          | Италия       |

### Артиллерия
| Название                            | Тип                                 | Версии                | Страна                |                       |                       |
| Самоходная артиллерия               | Самоходная артиллерия               | Самоходная артиллерия | Самоходная артиллерия | Самоходная артиллерия | Самоходная артиллерия |
| ----------------------------------- | ----------------------------------- | --------------------- | --------------------- | --------------------- | --------------------- |
| SDN Humvee                          | Самоходная артиллерийская установка | 106-мм                | Мексика               |                       |                       |
| Буксируемая артиллерия              |                                     |                       |                       |                       |                       |
| M101                                | Буксируемая гаубица                 | 105-мм                | США                   |                       |                       |
| OTO Melara Mod 56                   | Буксируемая гаубица                 | 105-мм                | Италия                |                       |                       |
| M90 Norinco                         | Буксируемая гаубица                 | 105-мм                | Китай                 |                       |                       |
| Mortier 120mm Rayé Tracté Modèle F1 | Миномёт                             | 120-мм                | Франция               |                       |                       |
| M29 mortar                          | Миномёт                             | 81-мм                 | США                   |                       |                       |
| Brandt 60 mm LR Gun-mortar          | Миномёт                             | 60mm                  | Франция               |                       |                       |
| Mortero                             | Миномёт                             | 60-мм                 | Мексика               |                       |                       |
| Oerlikon 35 мм спарка               | Буксируемая зенитная установка      | 35-мм                 | Швейцария             |                       |                       |
| M114                                | Гаубица                             | 155-мм                | США                   |                       |                       |

### Противотанковое оружие

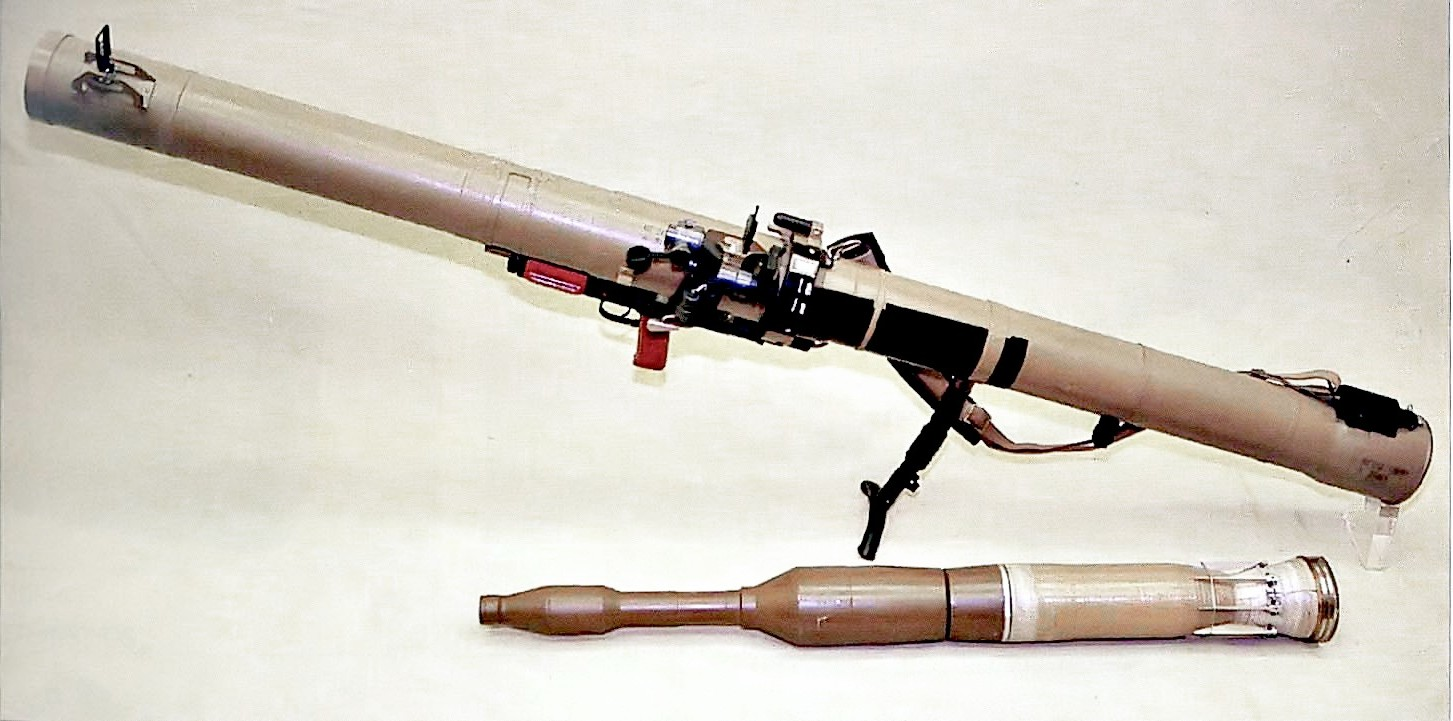
Противотанковый гранатомёт РПГ-29

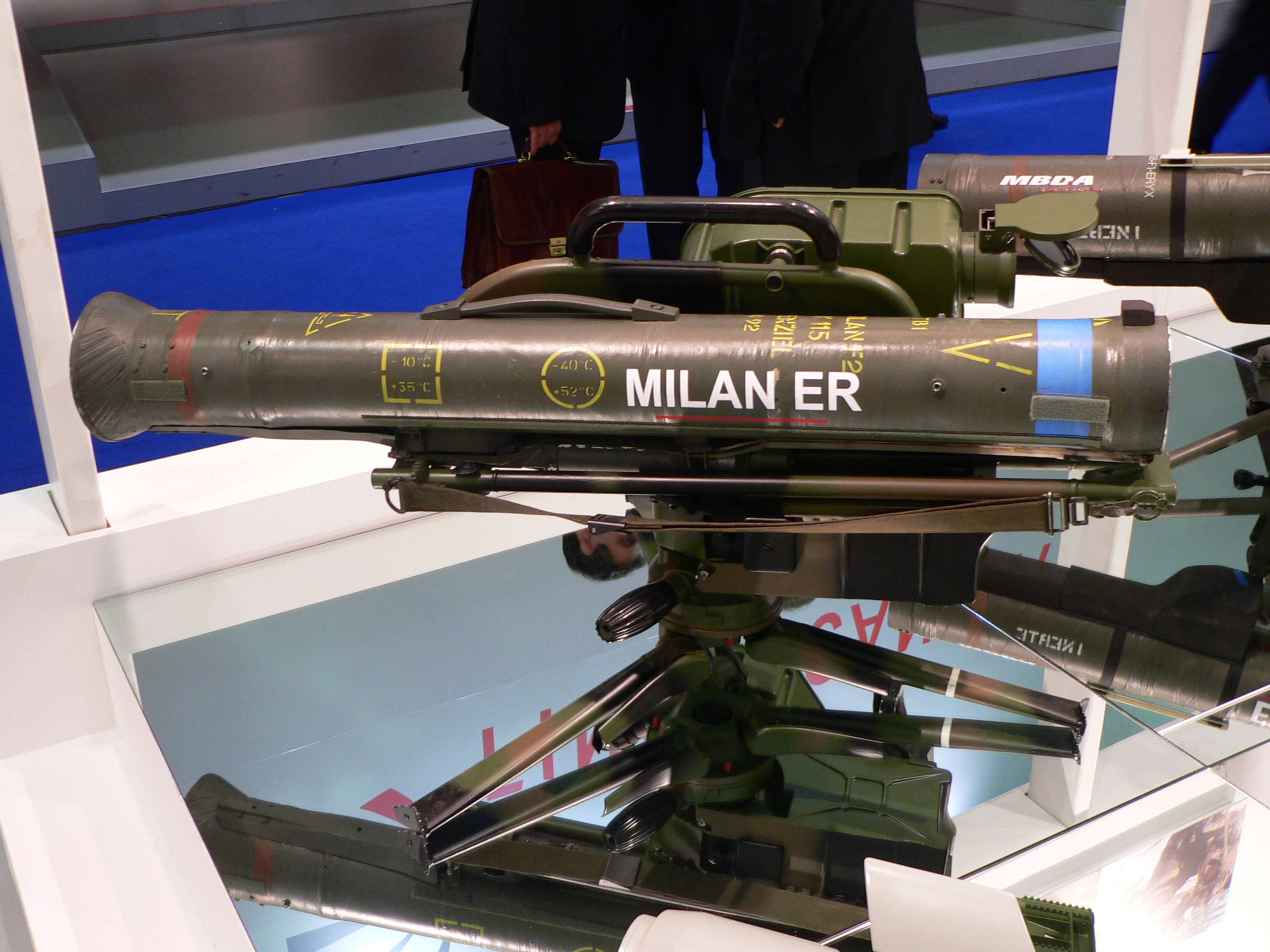
ПТРК MILAN

| Name                    | Type                               | Versions                | Origin                  |                         |                         |
| Light anti-tank weapons | Light anti-tank weapons            | Light anti-tank weapons | Light anti-tank weapons | Light anti-tank weapons | Light anti-tank weapons |
| ----------------------- | ---------------------------------- | ----------------------- | ----------------------- | ----------------------- | ----------------------- |
| Carl Gustaf             | ручной противотанковый гранатомёт  | 84-мм                   | Швеция                  |                         |                         |
| Blindicide RL-83        | ручной противотанковый гранатомёт  | 83-мм                   | Бельгия                 |                         |                         |
| SMAW                    | ручной противотанковый гранатомёт  | 105-мм                  | США                     |                         |                         |
| РПГ-29                  | ручной противотанковый гранатомёт  | 105-мм                  | Россия                  |                         |                         |
| Безоткатные орудия      |                                    |                         |                         |                         |                         |
| М40                     | безоткатное противотанковое орудие | 106-мм                  | США                     |                         |                         |
| ПТРК                    |                                    |                         |                         |                         |                         |
| MILAN                   | Противотанковая управляемая ракета |                         | Франция                 |                         |                         |

## Будущее
16 мая 2014 года правительство Мексики направило в Государственный департамент США запрос на покупку 3335 M1152 HMMWV. В конце июня правительство Мексики также отправило запрос на покупку у США для 18 вертолётов UH-60M Black Hawk.